# Раданович, Любомир
Любомир Раданович (сербохорв. Ljubomir Radanović, родился 21 июля 1960 в Цетине) — югославский черногорский футболист.

## Карьера

### Клубная
Воспитанник школы «Ловчена». Карьеру начинал в 1981 году в «Партизане», трижды завоевал титул чемпиона Югославии. В 1988 году уехал в Бельгию, где выступал за льежский «Стандард», через два года перебрался в соседнюю Францию в «Ниццу». Спустя сезон снова вернулся в «Стандард», ещё через сезон уехал в Швейцарию, в «Беллицону», где и завершил карьеру игрока.

### В сборной
В сборной сыграл 34 встречи и забил три гола, один из них в ворота сборной Болгарии: этот гол гарантировал югославам выход в финальную часть Евро-1984. На Олимпийских играх в Лос-Анджелесе завоевал бронзовую медаль.